# Castalius fasciatus
Castalius fasciatus е вид пеперуда от семейство Синевки (Lycaenidae). Видът не е застрашен от изчезване.

## Разпространение
Разпространен е в Индонезия (Сулавеси).